# Нордкирхенский дворец

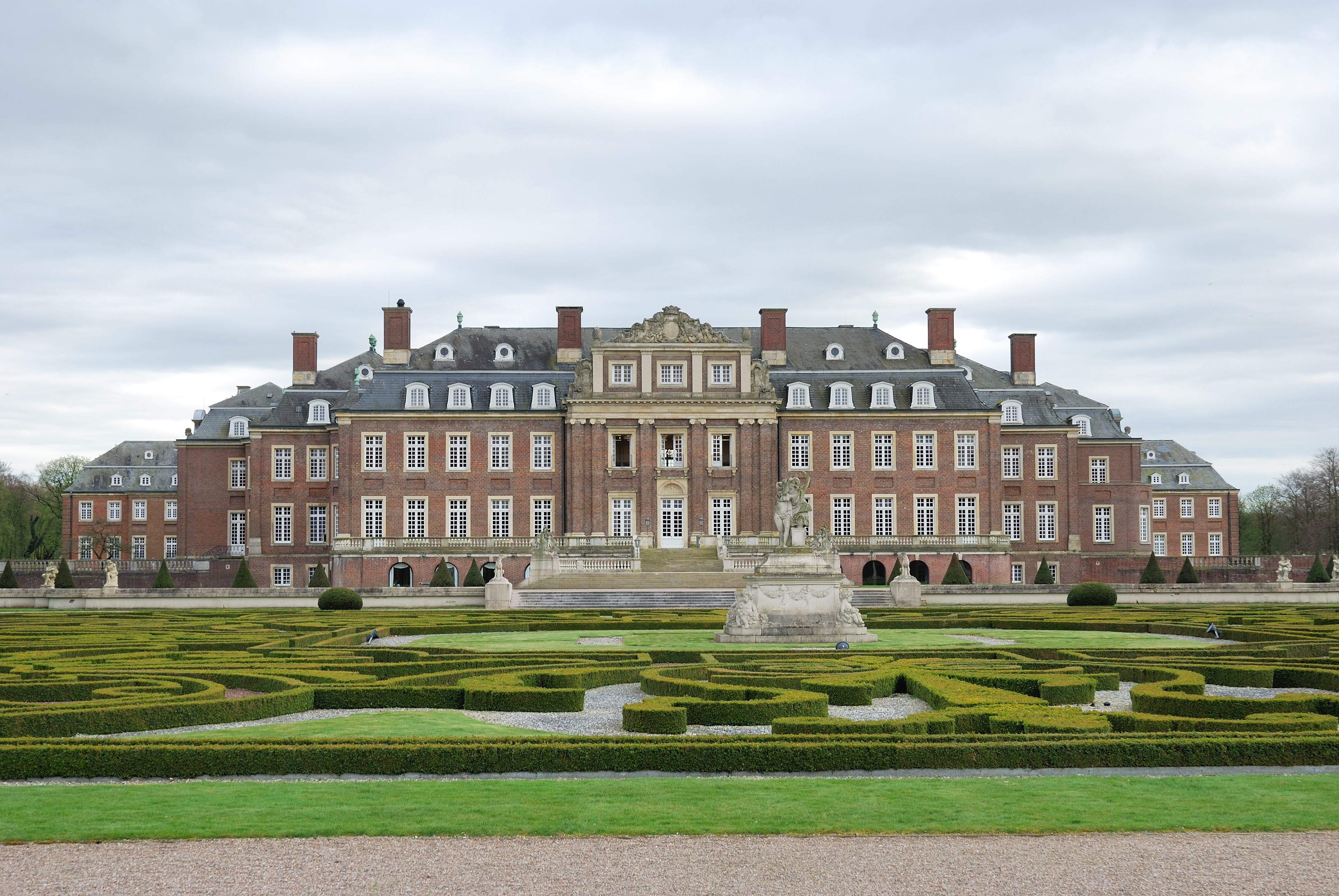
Взгляд на сад Нордкирхенского дворца

Нордкирхенский дворец (Schloss Nordkirchen) — барочный дворцово-парковый ансамбль в Нордкирхене (Вестфалия).
Строился на месте ренессансного «замка на воде» с 1703 по 1734 гг. мюнстерскими епископами из семейства Плеттенбергов. В туристических буклетах получил прозвище Вестфальский Версаль, хотя внешним видом больше напоминает голландский Хет Лоо.
После секуляризации епископских владений дворец принадлежал княжеским родам Эстерхази и Аренбергов, пока в 1959 году его не выкупили власти земли Северный Рейн-Вестфалия. Кирпичное здание стоит на искусственном острове квадратной формы, по углам которого поставлены садовые павильоны. Регулярный парк украшен барочными статуями, некоторые из которых были обновлены в первые годы XX века.

## Литература

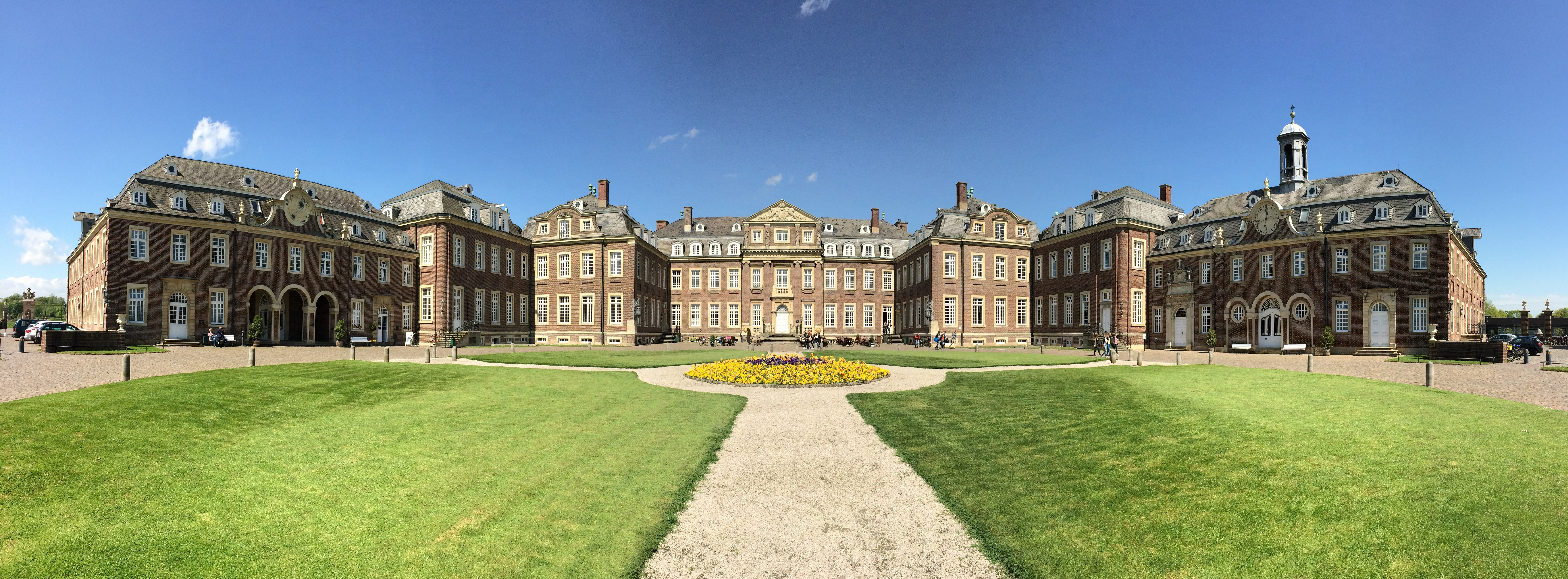